# 中村金夫
中村 金夫（なかむら かねお、1922年10月26日 - 1999年2月21日 ）は、日本の経営者。日本興業銀行頭取を務めた。

## 来歴・人物
京都府京都市出身。1947年に東京帝国大学法学部政治学科を卒業し、同年に日本興業銀行に入行した。1966年にハーバード大学経営大学院でAMPを修了。1972年11月に取締役に就任し、常務を経て、1982年6月に副頭取に就任し、1984年6月には頭取に昇格した。1990年6月に会長に就任。1988年11月に藍綬褒章を受章。
1999年2月21日、心不全のために死去。76歳没。